# La Rivière-du-Nord
La Rivière-du-Nord (AFI: [laʀivjɛʀdynɔʀ]) es un municipio regional de condado (MRC) de la provincia de Quebec en Canadá. Está ubicado en la región administrativa de Laurentides. La capital y ciudad más poblada del MRC es Saint-Jérôme.

## Geografía

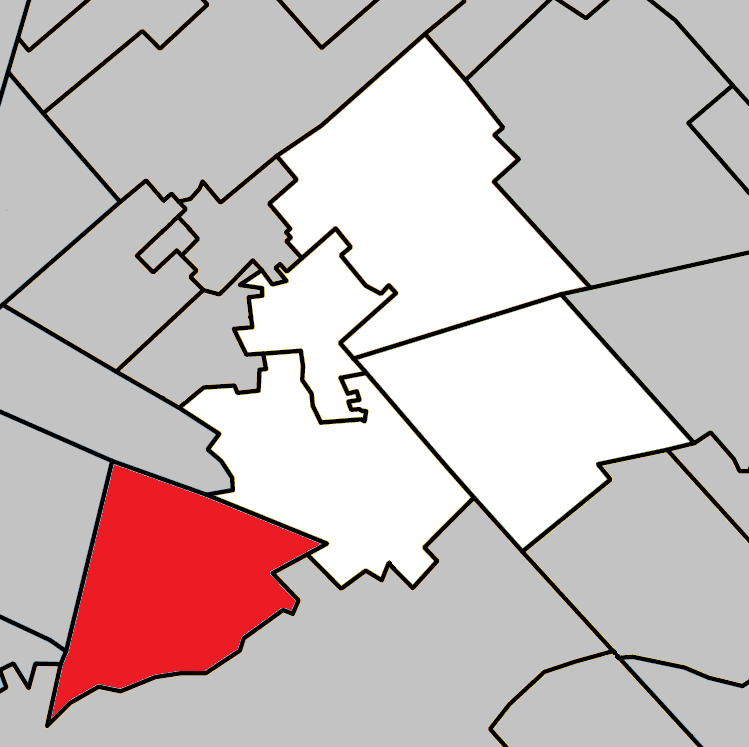
Territorio del MRC de La Rivière-du-Nord, en rojo Saint-Colomban

La Rivière-du-Nord está al encuentro de la planicie del San Lorenzo y del macizo de los Laurentides, por la rivière du Nord (río del Norte). Este MRC está ubicado entre la ciudad de Mirabel al suroeste, así como los MRC de Argenteuil al oeste, de Pays-d'en-Haut al noroeste, de Matawinie al noreste y de Montcalm al este – estos dos MRC estando en la región de Lanaudière –, y de Thérèse-De Blainville al sureste.

## Historia

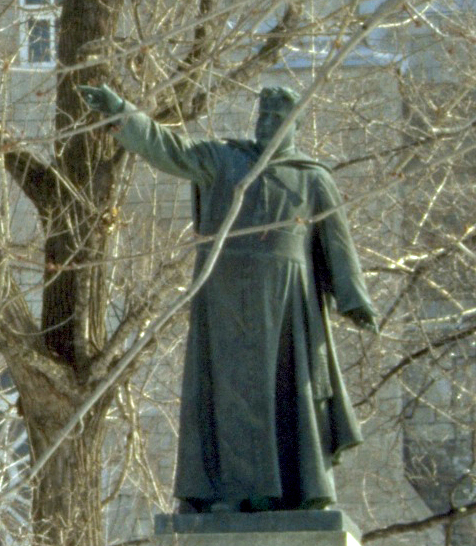
Estatua del cura Antoine Labelle

En Nueva Francia, el territorio fue conocido como el señorío de Bellefeuille que fue creado por una ampliación del señorío de las Mil Islas, el cual está en la ciudad actual de Saint-Eustache. El cura Antoine Labelle de Saint-Jérôme dirige la colonización de los territorios al norte de Saint-Jérôme entre 1870 y 1890. El MRC de La Rivière-du-Nord fue creado en mayo de 1983. Fue creado a partir de una parte del antiguo condado de Terrebonne.

## Política
El MRC hace parte de las circunscripciones electorales de Saint-Jérôme, Bertrand y de Rousseau a nivel provincial y de Rivière-du-Nord a nivel federal.

## Demografía
Según el Censo de Canadá de 2011, había 115 165 personas residiendo en este MRC con una densidad de población de 255,3 hab./km². El aumento de población fue de 13,4 % entre 2006 y 2011.

## Economía
La estructura económica regional se funda sobre una industria manufacturera diversificada incluyendo papel, caucho, vestido, textil, climatización.

## Componentes
Hay 5 municipios en el MRC.
| Código | Nombre             | Tipo      | Fecha de constitución | Área total (km²) | Área agua (km²) | Área tierra (km²) | Población 2013 | Densidad (hab./km²) |
| ------ | ------------------ | --------- | --------------------- | ---------------- | --------------- | ----------------- | -------------- | ------------------- |
| 75005  | Saint-Colomban     | Ciudad    | 01.07.1855            | 94,0             | 0,4             | 93,6              | 13 744         | 146,8               |
| 75017  | Saint-Jérôme       | Ciudad    | 01.01.2002            | 92,9             | 2,4             | 90,5              | 70 110         | 774,7               |
| 75028  | Sainte-Sophie      | Municipio | 03.05.2000            | 111,5            | 0,2             | 111,3             | 14 014         | 125,9               |
| 75040  | Prévost            | Ciudad    | 20.01.1973            | 35,1             | 0,0             | 35,1              | 12 719         | 362,4               |
| 75045  | Saint-Hippolyte    | Municipio | 01.07.1855            | 132,6            | 11,9            | 120,7             | 8396           | 69,6                |
| 750    | La Rivière-du-Nord | MRC       | 01.01.1983            | 466,1            | 15,0            | 451,1             | 118 983'       | 263,8               |